# Louis Yuen
Louis Yuen (nacido el 23 de mayo de 1967) es un actor, cantante y presentador de televisión de la red TVB de Hong Kong. Es coanfitrión de la serie "Super Trio", Supremo trio Supremo, en la temporada 8 junto a Eric Tsang, Chin Kar-lok y Wong Cho-lam. También es coanfitrión de las series de diversión como "Fun" junto a Liza Wang, Johnson Lee y Wong Cho-Lam. Ambos finalistas de los Premios "1984 TVB", tercera temporada de canto "Nuevo Talento".

## Filmografía
Actor
| Año  | Título                                 | Personaje                | TVB Anniversary Awards                                                     |
| ---- | -------------------------------------- | ------------------------ | -------------------------------------------------------------------------- |
| 1993 | The Chord of Victory                   |                          |                                                                            |
| 2000 | The Legend of Lady Yang 楊貴妃         | On Luk San 安祿山        |                                                                            |
| 2000 | Street Fighters 無名天使3D             | Bowie Tong Po-Yi 唐寶兒  |                                                                            |
| 2001 | Colorful Life 錦繡良緣                 | Ching Chi Bok 程智博     |                                                                            |
| 2001 | Virtues of Harmony 皆大歡喜            | Yau Nim Fu 游念富        |                                                                            |
| 2003 | Virtues of Harmony II 皆大歡喜         | Lau Kam 劉錦             |                                                                            |
| 2005 | Women On the Run 窈窕熟女              | Dong Fai 董輝            |                                                                            |
| 2007 | Heart of Greed 溏心風暴                | Ling Po 凌波             | Won: Best Supporting Actor                                                 |
| 2008 | Moonlight Resonance 溏心風暴之家好月圓 | Yuen Yan Chi 袁恩賜      |                                                                            |
| 2009 | A Chip Off the Old Block 巴不得爸爸    | Ngau Ching Wing 牛正榮   |                                                                            |
| 2009 | ICAC Investigators 2009 廉政行動2009   | Wong Hou Nam 王浩南      |                                                                            |
| 2010 | Suspects in Love 搜下留情              | Leung King-Ho 梁勁豪     |                                                                            |
| 2010 | Can't Buy Me Love 公主嫁到             | Kam Tuo-fuk 金多福       | Nominated - Best Supporting Actor Nominated - My Favourite Male Character  |
| 2011 | The Other Truth 真相                   | James Wai Man-hon 衛文翰 |                                                                            |
| 2011 | The Fortune Buddies                    |                          |                                                                            |
| 2011 | Super Snoops                           | Kung Duk-lam             | Nominated — TVB Anniversary Award for My Favourite Male Character (Top 15) |
| 2012 | Queens of Diamonds and Hearts          | Ngan Ying                |                                                                            |
| 2012 | No Good Either Way                     | Man Ka-wah               |                                                                            |
| 2012 | Friendly Fire                          | Lok Koo-tin              |                                                                            |
| 2013 | Big Wheel                              | Lung Fei                 |                                                                            |

Anfritrion
| Año       | Título                           | TVB Anniversary Awards                                        |
| --------- | -------------------------------- | ------------------------------------------------------------- |
| 2008-2009 | Super Trio Supreme               | Nominated - Best Presenter (2008) Won - Best Presenter (2009) |
| 2009      | Brain Wall                       |                                                               |
| 2010      | Fun with Liza and Gods           | Won - Best Presenter (2010)                                   |
| 2010      | The Voice 2                      |                                                               |
| 2010      | Liz and Gods Anniversary Charade |                                                               |
| 2011      | What The Face?                   | Nominated - Best Host (2011)                                  |
| 2011      | Acts of Gods                     |                                                               |
| 2012      | Let's Play With Our Food         | Nominated - Best Host (2012)                                  |
| 2012      | Games Gods Play                  | Nominated - Best Host (2012)                                  |